# Marion Bönnighausen
Marion Bönnighausen (* 1960) ist eine deutsche Germanistin.

## Leben
Nach dem Studium der Fächer Deutsch und Musik mit dem Abschluss Erstes Staatsexamen für die Sekundarstufe I und II an der Universität Essen (1987), dem Studium der Alt- und Neugermanistik und Musikwissenschaft mit dem Abschluss Magister Artium an der Ruhr-Universität Bochum (1989), der Promotion in Essen 1996, dem zweiten Staatsexamen für die Sekundarstufe I und II 1999 und der Habilitation 2005 ist sie seit 2007 Professorin für Germanistik / Literaturdidaktik an der Universität Münster.

## Schriften (Auswahl)
- Musik als Utopie. Zum philosophisch-ästhetischen Kontext von Hans Henny Jahnns „Die Niederschrift des Gustav Anias Horn“ und Thomas Manns „Doktor Faustus“. Westdeutscher Verlag, Opladen 1997, ISBN 3-531-12960-0.
- E. T. A. Hoffmann, Der Sandmann, Das Fräulein von Scuderi. Oldenbourg, München 1999, ISBN 3-486-88693-2.
- mit Heidi Rösch (Hrsg.): Intermedialität im Deutschunterricht. Schneider-Verlag Hohengehren, Baltmannsweiler 2004, ISBN 3-89676-802-6.
- mit Gabriela Paule (Hrsg.): Themen-Schwerpunkt Theater intermedial. Kopaed, München 2009, ISBN 978-3-86736-071-5.